# Campionati africani di atletica leggera 2014 - 3000 metri siepi maschili
La specialità dei 3000 metri siepi maschili ai Campionati africani di atletica leggera di Marrakech 2014 si è svolta il 12 agosto 2014 allo Stade de Marrakech in Marocco.
La gara è stata vinta dal keniota Jairus Kipchoge Birech, che ha preceduto i connazionali Jonathan Ndiku, argento, e Ezekiel Kemboi, bronzo.

## Risultati

### Finale
| Class.  | Nome                   | Nazione        | Tempo    | Note |
| ------- | ---------------------- | -------------- | -------- | ---- |
| Oro     | Jairus Kipchoge Birech | Kenya          | 8:34.79  |      |
| Argento | Jonathan Muia Ndiku    | Kenya          | 8:37.67  |      |
| Bronzo  | Ezekiel Kemboi         | Kenya          | 8:39.30  |      |
| 4       | Chala Beyo             | Etiopia        | 8:40.02  |      |
| 5       | Amor Ben Yahia         | Tunisia        | 8:44.61  |      |
| 6       | Hamid Ezzine           | Marocco        | 8:46.90  |      |
| 7       | Tafese Seboka          | Etiopia        | 8:46.90  |      |
| 8       | Abraham Habte          | Eritrea        | 8:50.37  |      |
| 9       | Jaouad Chemlal         | Marocco        | 8:52.50  |      |
| 10      | Soufiane Elbakkali     | Marocco        | 8:59.66  |      |
| 11      | Nesredin Dette         | Etiopia        | 9:11.70  |      |
| 12      | Gaylord Silly          | Seychelles     | 9:24.65  |      |
| 13      | Hermann Moussiessie    | Rep. del Congo | 10:17.35 |      |